# Narraga isabel
Narraga isabel is een vlinder uit de familie spanners (Geometridae). De wetenschappelijke naam is voor het eerst geldig gepubliceerd in 1956 door Agenjo.
De soort komt voor in Europa.